# Teatro do real
O teatro do real ou teatros do real são formas teatrais que têm como objetivo evidenciar e acentuar as tensões entre realidade e ficção, utilizando o real como temática para a cena ou enquanto linguagem, visando uma experiência real para o expectador e/ou uma intervenção no real. Tais formas estão inseridas no contexto da "crise do drama"  e do deslocando das práticas teatrais em direção ao campo da performance art, fazendo parte do movimento caracterizado como teatro pós-dramático.
Os procedimentos e estéticas utilizados no teatro do real para alcançar o “efeito de real”  são variados, entretanto as diversas práticas incluem no seu interior algum elemento que remeta ao real factual: teatro documentário, teatro da realidade, biodrama, docudrama, arte in situ, hiperrealismo, e todas modalidades de espetáculos que utilizam dados da realidade como elemento do discurso, muitas vezes explicitando essas fontes em cena. Incluem nos seus procedimentos desde a introdução de áudios, vídeos, documentos textuais, fotográficos, narrativas pessoais, testemunhos, entrevistas e cartas em cena, utilização de objetos ordinários, não-atores, testemunhos cênicos, mecanismos de distanciamento, entre outros. Outro aspecto notável é a busca por espaços urbanos e da inclusão do público para suas apresentações, em geral, carregadas de teor crítico social, político e simbólico.

## Visão Geral
A primeira utilização do termo “teatros do real” (no pural, para enfatizar a multiplicidade das manifestações que poderiam ser assim consideradas) foi feita ela psicanalista e filósofa francesa Maryvonne Saison seu livro Les théâtres du réel, publicado em 1998.  Em seus estudos Saison notou um movimento político intenso em alguns coletivos que acabavam por resultar no distanciamento de suas práticas daquelas comuns ao drama tradicional. Em determinadas experiências do teatro contemporâneo era priorizada a concretização material da presença do ator, do espaço, do objeto e da situação, em oposição à relação mimética, abstrata, da representação com aquilo que representa. A partir de uma apresentação singular do real, na tentativa de preservar a materialidade do acontecimento e a contundência crítica de eventos de risco, seria possível problematizar aquilo que é representado em cena. Por meio desse processo, algumas experiências teatrais recentes contrapõem-se às encenações em que a autonomia da linguagem cênica, a autorreferência, a fragmentação e a autorreflexividade conduziram o teatro para um fechamento em si. Em direção oposta, os teatros do real se mostram em intensa abertura para o mundo, enraizando-se diretamente no terreno do social, buscando diálogo entre narrativas plurais e descentralizadas.
As manifestações teatrais que acabaram por compor os teatros do real no fim do século XX caminharam paralelamente à crise dos modelos totalizantes que perpassou todo século e cujos desdobramentos filosóficos e artísticos culminaram no movimento identificado como pós-modernismo. Embora o termo “teatros do real” fora utilizado apenas no fim do século por Saison para referir-se às práticas desse período, é possível observar indícios dos procedimentos que acabaram se consolidando posteriormente nos teatros do real em movimentos do início do século, como no teatro épico de Bertolt Brecht , que exibia forte caráter de intervenção política, ou no teatro documentário de Erwing Piscator, que se utilizava de documentos e histórias reais para compor sua dramaturgia, por exemplo.
A invasão do real na cena, pode ser percebida como resultado da “crise da representação” . na modernidade. No campo cultural, a crise das representações é perceptível na tentativa de alguns fenômenos populares como o ready made nas artes plásticas e os reality shows na televisão, de apresentar “autênticas” realidades, ainda que ancorados por finalidades e princípios éticos bem diversos entre si. A sede de realidade é igualmente visível no auge do gênero documental no cinema nos últimos anos. No campo específico do teatro, a própria emergência da performance art na cena contemporânea pode ser vista como manifestação de resistência à representação. 
O mundo explicado, analisado ou construído a partir de pontos de vista centralizadores, exclui a realidade dos outros e tende a ser intolerante com as diferentes culturas. Por conseguinte, passado e presente não podem mais ser pensados sem prever a existência da diferença - não como uma ameaça - mas como parte integrante da realidade. A história da humanidade não pode ser unilateral, excluindo pessoas que se encontram fora do eixo. Com o desenvolvimento dos dispositivos tecnológicos aliados à telemática, pode-se perceber um mundo constituído de uma rede intrincada de idiomas e culturas diversos. Questões de alteridade e a procura de estabelecer relações com a multiplicidade de olhares que constituem o agora e o real expandido são colocadas como formas de oposição às visões dominantes, unilaterais e ditatoriais. A realidade estilhaçada e caótica apresentada pelos meios de comunicação modernos, tornaram impossíveis os pontos de vista centrais, deixando evidente a pluralidade de versões do mundo. A representação tradicional, com sua visão única e totalizante baseada na fábula dramática já não dá mais conta da polifonia contemporânea. Nesse contexto nasce um teatro que não apenas busca apresentar o real e toda a sua complexa multiplicidade dialética, mas também procura intervir nesse real, de forma a tornar a política e a sociedade mais tolerantes com as pluralidades.
1. ↑   SZONDI, Peter. Teoria do drama moderno (1880 – 1950). Tradução Luiz Sérgio Repa. São Paulo: Cosac & Naif Edições. 2001.
2. ↑  BARTHES, Roland. O efeito de real. In: O rumor da língua. Tradução Mário Laranjeira. São Paulo: Cultrix, 2004.
3. 1 2  BELLOTTO, Lisandro P. & ISAACSSON, Marta. O teatro no campo do real: estudo de caso em 100% São Paulo. Urdimento, v.2, n.29, p. 04-14. out. 2017. Disponível
em: https://www.revistas.udesc.br/index.php/urdimento/article/view/1414573102292017005 acesso em 26/07/2021 15:45
4. 1 2  FERNANDES, Silvia. Experiências do real no teatro. Sala Preta. Brasil. v. 13, n. 2,
p. 3-13 dec. 2013. Disponível em: http://www.revistas.usp.br/salapreta/article/view/69072
acesso em 26/07/2021 16:28
5. ↑  SAISON, Maryvonne. Les théâtres du réel. Paris: L’Harmatan, 1998.
6. ↑  LYOTARD, Jean-François. A condição pós-moderna. São Paulo: José Olympio, 2002
7. ↑  MENDES, Julia Guimarães. Teatros do real, teatros do outro: os atores do cotidiano em cena contemporânea. São Paulo: Escola de Comunicações e Artes, Universidade de São Paulo, 2017. Tese de Doutorado em Teoria e Prática do Teatro. Disponível em: https://www.teses.usp.br/teses/disponiveis/27/27156/tde-31102017-145052/pt-br.php acesso em 26/07/2021 19:02